# L'olla de grills
L'olla de grills (títol original en anglès: The Birdcage) és una pel·lícula estatunidenca dirigida per Mike Nichols, estrenada el 1996. Ha estat doblada al català. Aquesta pel·lícula és el remake de Casa de boges d'Édouard Molinaro que, al seu torn, està basada en l'obra teatral homònima de Jean Poiret.

## Argument
Armand i Albert són una parella d'homosexuals, que durant vint anys porten la gestió d'un local de Florida, "The Bird Cage" ("La gàbia"); Albert és també l'estrella del local, conegut pel públic amb el nom de Starina.
Quan Val, el fill d'Armand, anuncia als seus "pares" que es casa amb Barbara, Armand i Albert s'han de fer passar per una parella normal als ulls de la família. Però la nena és la filla d'un important senador republicà, un home intolerant i conservador. La filla, per obtenir l'aprovació dels pares, els diu que el pare del seu promès és un respectat diplomàtic que treballa a Grècia.
Un escàndol que afecta el partit empeny el pare de la noia a concertar una reunió amb els futurs sogres, amb l'esperança que un matrimoni amb una família tan "respectable" li resolgui els problemes del partit. La reunió entre les dues famílies és a la casa d'Armand i Albert, amb aquest últim disfressat de dona per fer-se passar per la mare natural de Vall. Entre els malentesos i els dobles sentits, el sopar resulta un fracàs total i els pares de la noia, per escapar dels periodistes es veuen obligats a disfressar-se. Malgrat tot el matrimoni es durà a terme entre les llàgrimes emocionades d'Albert, "mare" del jove Val.

## Repartiment
- Robin Williams: Armand Goldman
- Gene Hackman: Sen. Kevin Keeley
- Nathan Lane: Albert Goldman
- Dianne Wiest: Louise Keeley
- Dan Futterman: Val Goldman
- Calista Flockhart: Barbara Keeley
- Hank Azaria: Agador
- Christine Baranski: Katherine Archer
- Tom McGowan: Harry Radman
- Grant Heslov: Fotògraf del National Enquirer
- Luca Tommassini: Celsius
- Tim Kelleher: Noi de restaurant
- Ann Cusack: Dona de la televisió
- Barry Nolan: Reporter TV

## Premis i nominacions

### Nominacions
- 1997. Oscar a la millor direcció artística per Bo Welch i Cheryl Carasik
- 1997. Globus d'Or a la millor pel·lícula musical o còmica
- 1997. Globus d'Or al millor actor musical o còmica per Nathan Lane